# Château du Horps
Le château du Horps était un château français situé au Horps, en Mayenne. 

## Histoire
La seigneurie mouvait de Lassay[pas clair]. On dit qu'elle prit le titre de baronnie lors de l'érection de Lassay en marquisat, 1647[réf. incomplète]. 
De fait, Armand de Madaillan de Lesparre est qualifié baron du Horps en 1695 et l'on cite en 1701 « la terre et baronnie du Horps, avec maison ancienne, cour, fuie ancienne, moulin à bled à deux tournants, moulin foulerez » mais c'était un titre sans privilège[réf. incomplète]. Isaac de Madaillan de Lesparre avait eu de sa mère, Judith de Chauvigné, la terre de Bois-Froult, voisine de Lassay. C'est ce qui lui suggéra sans doute la pensée d'acheter Lassay qui lui fut adjugé en 1639 et qu'il fit ériger en marquisat au mois d'août 1647. Le 7 septembre 1649, le parlement enregistra les lettres d'« érection en marquisat de la terre de Lassay, augmentée de celles du Bois-Froult, du Horps et de Lamboux pour relever du comté du Maine à une seule foy et hommage lige »[réf. incomplète].
Guillaume du Horps, cité au cartulaire de l'Abbaye de Savigny en 1239, n'était point seigneur du Horps, non plus que Guillaume Ouvrouin, évêque de Léon, qui percevait des cens, rentes et tailles sur la terre du Horps et sur le fief de Geraine, s'étendant sur l'Alessaudière, le Mesnil, la Rehatière, l'Estourmière, la Tassaye, le Rocher, Chouanne, la Trotterie[réf. incomplète].

### Sources et bibliographie
- « Château du Horps », dans Alphonse-Victor Angot et Ferdinand Gaugain, Dictionnaire historique, topographique et biographique de la Mayenne, Laval, A. Goupil, 1900-1910 [détail des éditions] (BNF 34106789, présentation en ligne)